# Међународна комисија за стратиграфију
Међународна комисија за стратиграфију је научна организација која се бави стратиграфијом на глобалном нивоу. Представља највеће научно тело унутар Међународне уније геолошких наука. Један од њених задатака је установити стандардну и глобалну геолошку хронологију, односно охрабрити међународни дијалог међу палеонтолозима о том питању.